# Quantitative Psychologie
Quantitative Psychologie, oder auch Mengenbezogene Psychologie ist ein Teilbereich wissenschaftlicher Studien, welcher sich auf mathematische Modellierung, Forschungsdesign und Methodologie und statistische Analysen menschlicher Eigenschaften und psychologischer Prozesse konzentriert. Quantitative Psychologen erforschen traditionelle und neuartige Methoden der Psychometrie, ein Forschungsbereich, welcher sich mit der Theorie und Technik psychologischer Messungen beschäftigt. Im Allgemeinen helfen quantitative Psychologen dabei, Methoden für alle Psychologen zu erstellen, um ihre Hypothesen zu überprüfen.
Psychologische Forschung hat eine lange Geschichte von Beiträgen zu statistischen Anwendungen und Theorie. Heute ist Quantitative Psychologie als eigener Zweig der Psychologie von der American Psychological Association (APA) anerkannt und wird mit Doktortitelprogrammen in diesem Fachbereich in einigen Universitäten in Europa und Nordamerika ausgezeichnet. Quantitative Psychologen waren traditionell sehr gefragt in den Bereichen der Industrie, Politik und der akademischen Welt. Ihre kombinierte Ausbildung in Sozialwissenschaften und Quantitativer Methologie bietet einzigartige Fähigkeiten zur Lösung von angewandten und theoretischen Problemen in einer Vielzahl von Bereichen.

## Geschichte

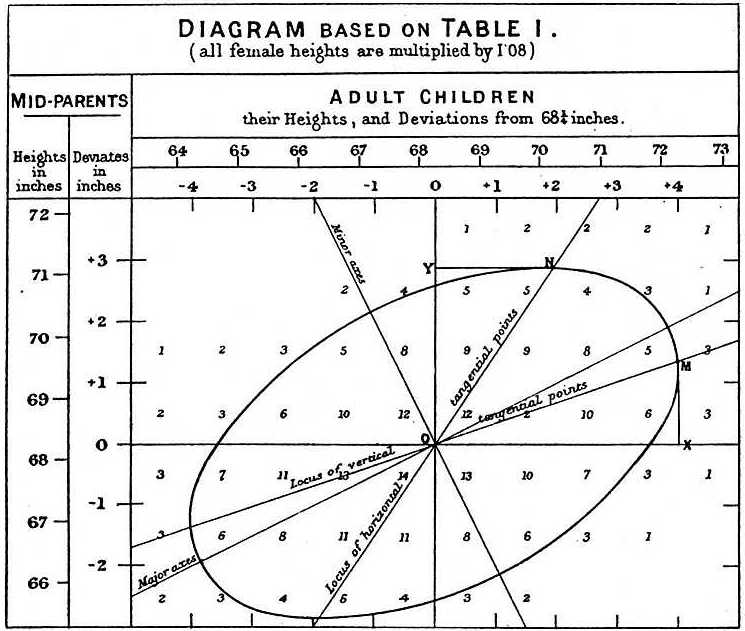
Francis Galtons Korrelationsdiagramm, 1875

Quantitative Psychologie hat ihren Ursprung in der frühen Experimentalpsychologie, als im 19. Jahrhundert die wissenschaftliche Methode zum ersten Mal systematisch bei psychologischen Phänomenen angewandt wurde. Bemerkenswerte Beiträge beinhalteten E. H. Webers Studie zur fühlbaren Empfindlichkeit (1930er), Fechners Entwicklung und Anwendungen der psychophysischen Methoden (1850–1860) und Helmholtzs Forschung an der Vorstellung und des Gehörs, beginnend nach 1850. Wilhelm Wundt wird häufig als der „Gründer der experimentellen Psychologie“ bezeichnet, da er sich selbst als Psychologe bezeichnete und 1879 ein psychologisches Labor eröffnete, in welches viele Forscher zum Studieren kamen. Die Arbeit von ihnen und vielen anderen half dabei, die Annahme von Theoretikern wie Immanuel Kant zu widerlegen, dass die Psychologie keine Wissenschaft werden könne da präzise Experimente an dem menschlichen Verstand unmöglich wären.

### Intelligenztests
Intelligenztests waren lange ein wichtiger Bereich der Quantitativen Psychologie. Der aus dem 19. Jahrhundert stammende englische Statistiker Francis Galton, ein Vorreiter der Psychometrie, entwickelte als erstes einen standardisierten Intelligenztest und war einer der Ersten, welche statistische Methoden auf die Untersuchung der menschlichen Unterschiede und deren Vererbung anwandten. Er kam zur Annahme, dass Intelligenz zum Großteil durch Vererbung bestimmt ist, und er vermutete ebenfalls, dass andere Maße wie die Geschwindigkeit von Reflexen, Muskelkraft und Kopfgröße in Zusammenhang mit Intelligenz stehen. Er gründete 1882 die erste mentale Prüfstelle der Welt und veröffentlichte im nachfolgenden Jahr seine Beobachtungen und Theorien zu „Recherchen zu menschlichen Fähigkeiten und deren Entwicklung“ (Originaltitel: „Inquiries into Human Faculty and Its Development“).

### Statistische Techniken

IQ-Werte dargestellt durch eine Normalverteilung

Statistische Methoden sind die von Psychologen am meisten genutzten quantitativen Werkzeuge. Pearson führte den Korrelationskoeffizienten und den Chi-Quadrat-Test ein. In der Zeit zwischen 1900 und 1920 kamen der T-Test (Student, 1908), der ANOVA (Fischer, 1925) und ein nicht-parametrischer Korrelationskoeffizient (Spearman, 1904). Eine große Menge an Tests wurde in der späteren Hälfte des 20. Jahrhunderts entwickelt (z. B. alle multivariaten Tests). Populäre Techniken (wie die Mehrebenenanalyse, Arnold, 1992, das Strukturgleichungsmodell, Byrne, 1996, und die Unabhängigkeitsanalyse, Hyvarinën, Karhunen and Oja, 2001) sind relativ neu.
1946 ordnete der Psychologe Stanley Smith Stevens in einem Beitrag, der immer noch häufig zitiert wird, das Skalenniveau in vier unterschiedliche Skalen ein: Nominal, Ordinal, Intervall, Verhältnis. Jacob Cohen, ein Psychologieprofessor an der New York University, analysierte quantitative Methoden welche Teststärke und Effektgröße beinhalten, was dazu beitrug, die Grundlage für heutige statistische Metaanalyse und der Methoden der Schätzungsstatistik zu schaffen. Er gab seinen Namen Cohens Kappa und Cohens d.
1990 wurde ein einflussreicher Beitrag unter dem Namen "Graduate Training in Statistics, Methodology, and Measurement in Psychology" in dem Journal "American Psychologist" veröffentlicht. Dieser Artikel befasste sich mit dem Verlangen nach verstärkter und aktualisierter Ausbildung für quantitative Methoden für Psychologieabsolventenlehrgänge in den Vereinigten Staaten.

### Kritik
Es gab einige Kritik über die Nutzung quantitativer Methoden in der psychologischen Forschung. Insbesondere hat Professor Joe Michell von der University of Sydney sehr viel über die Nutzung und den Missbrauch psychometrischer Techniken geschrieben.

## Ausbildung und Training

### Student
Training für quantitative Psychologie kann informell bei Studenten beginnen. Viele Hochschulen empfehlen, dass Studenten Kursarbeiten in Psychologie haben und das gesamte Lehrangebot der Infinitesimalrechnung und einen Kurs in linearer Algebra absolvieren. Quantitative Kursarbeiten in anderen Bereichen wie Wirtschaftswissenschaft und Forschungsmethoden sowie Statistik-Kurse für Psychologiestudenten sind ebenfalls hilfreich. In der Geschichte wurden Studenten jedoch auch ohne einen dieser Kurse angenommen, falls andere Bereiche ihrer Bewerbung vielversprechend waren. Manche Schulen bieten auch formale Nebenfächer in mit quantitativer Psychologie verwandten Bereichen an. Beispielsweise bietet die University of Kansas ein Nebenfach "Social and Behavioral Sciences Methodology" (Sozial- und Verhaltenswissenschaftsmethologie) an, welches erweitertes Training in den Bereichen Forschungsmethologie, angewandte Datenanalysen und für quantitative Psychologie relevante praktische Forschungserfahrung anbietet. Kursarbeit im Bereich Informatik ist ebenfalls nützlich. Das Meistern einer objektorientierten Programmiersprache oder das Schreiben von Code in SPSS oder R (Programmiersprache) ist nützlich für die Art von Dateianalysen, welche in Hochschulen durchgeführt werden.

### Absolvent

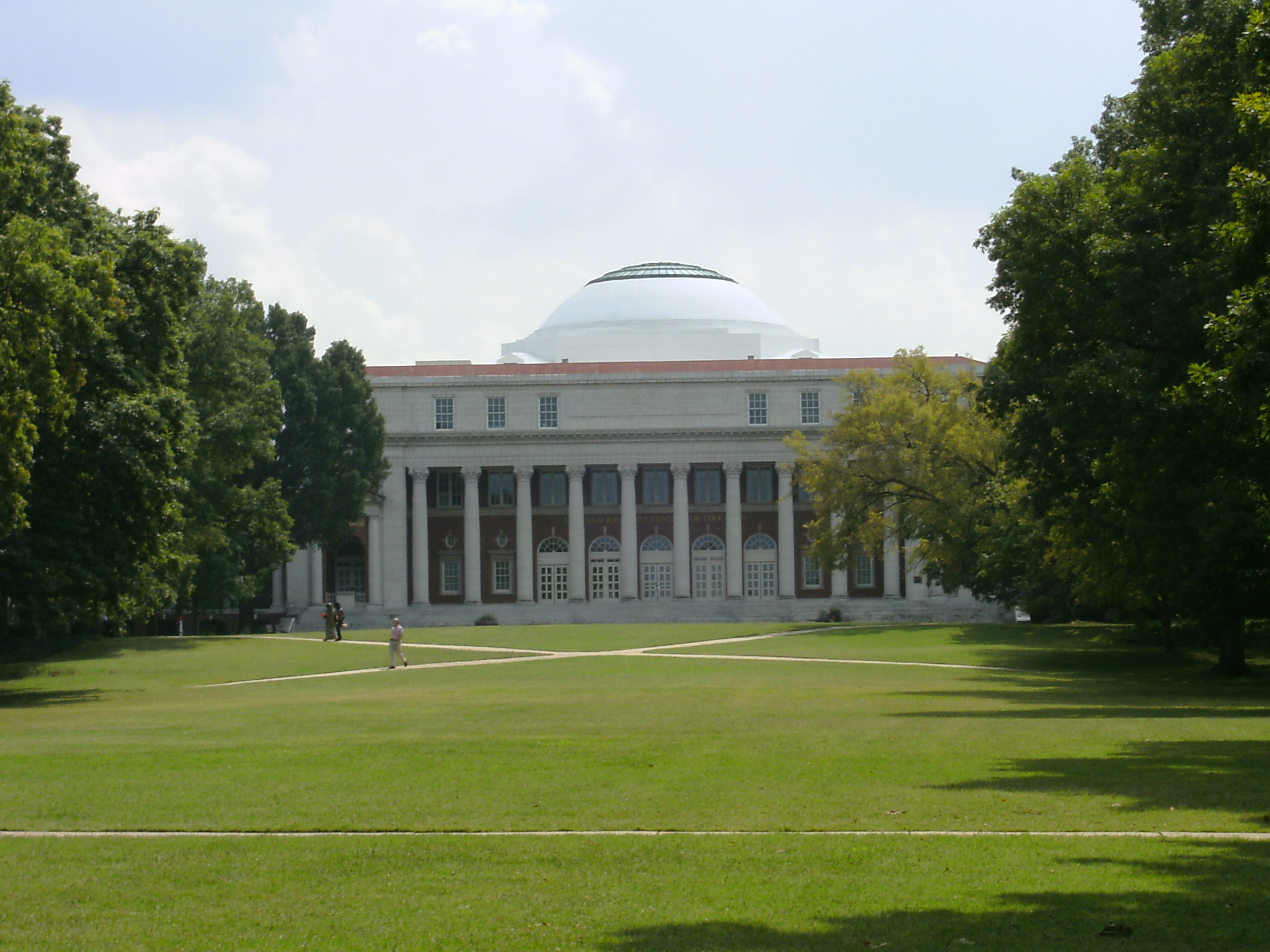
Das Peabody College (Bild) an der Vanderbilt University beherbergt den Lehrgang für Quantitative Methoden.

Quantitative Psychologen können einen Doktor- oder Mastertitel besitzen. Aufgrund ihrer interdisziplinären Art und abhängig von dem Forschungsschwerpunkt der Universität können diese Lehrgänge in einer pädagogischen Hochschule oder in einer Psychologischen Abteilung untergebracht sein. Lehrgänge welche sich besonders auf Bildungsforschung und Psychometrie konzentrieren sind häufig Teil der Ausbildung oder von Abteilungen für Pädagogische Psychologie. Diese Lehrgänge können daher unterschiedliche Namen für "Forschungsmethoden" oder "Quantitative Methoden" haben, wie der Ph.D. "Research and Evaluation Methodology" der University of Florida oder der Abschluss "Quantitative Methods" an der University of Pennsylvania. Manche Universitäten können jedoch unterschiedliche Lehrgänge an verschiedenen Instituten haben. Beispielsweise bietet die University of Washington einen Abschluss in "Quantitative psychology" in ihrer Psychologie-Abteilung an und einen separaten Ph.D "Measurement & Statistics" in ihrer Lehrbildungsanstalt. Andere Titel, so wie der Ph.D in Psychologiewissenschaften der Vanderbilt University, ist gemeinsam in beiden psychologischen Abteilungen untergebracht.
Universitäten mit einem mathematischen Fokus beinhalten der Lehrgang "Quantitative Psychology and Modeling" der McGill University und der Abschluss in "Mathematical and Computational Cognitive Science" der Purdue University. Studenten mit Interesse, biologische oder funktionale Daten zu modellieren können sich mit verwandten Bereichen wie Biostatistik oder Computational Neuroscience auseinandersetzen.
Doktoratsstudien nehmen normalerweise Studenten mit Bachelorabschluss auf, obwohl manche Schulen einen Masterabschluss vor der Bewerbung benötigen. Nach den ersten beiden Studienjahren erhalten Studenten üblicherweise einen Master of Arts in Psychologie, einen Master of Science in Statistik oder angewandte Statistik, oder beides.
Zusätzlich bieten viele Universitäten eine kleine Auswahl quantitativer Methoden an, wie zum Beispiel die New York University.
Betriebe, welche standardisierte Tests produzieren, wie das College Board, Educational Testing Service, und American College Testing, sind einige der größten Auftraggeber im Privatbereich von quantitativen Psychologen. Diese Betriebe bieten auch häufig Praktika für Hochschulstudenten an.

#### Mangel an qualifizierten Bewerbern
Im August 2005 bekundete die American Psychological Association den Bedarf für mehr quantitative Psychologen in der Industrie – für jedes verliehene Doktorat in dem Fach gab es ungefähr 2,5 offene Stellen für quantitative Psychologen. Aufgrund eines Mangels an Bewerbern in diesem Bereich erstellte die APA eine Arbeitsgruppe, um den Stand der quantitativen Psychologie und ihre Zukunft zu prognostizieren. Insbesondere mangelt es an U.S. internen Bewerbern. Der Großteil der internationalen Bewerbern kommt aus asiatischen Ländern, insbesondere Südkorea und China. Als Reaktion auf den Mangel qualifizierter Bewerber autorisierte das Abgeordnetenkonzil der APA 2006 eine spezielle Arbeitsgruppe. Die Vorsitzende dieser Arbeitsgruppe war Leone S. Aikan von der Arizona State University.

## Forschungsbereiche

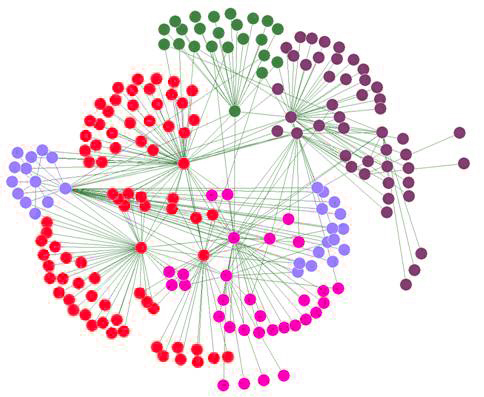
Beispiel eines Diagramms für ein soziales Netzwerk

Quantitative Psychologen haben allgemein einen Hauptinteressensbereich. Nennenswerte Forschungsbereiche in der Psychometrie beinhalten die Probabilistische Testtheorie und Computerisierte Adaptive Tests (CAT), welche sich auf Erziehung und Intelligenztests konzentrieren. Andere Forschungsbereiche beinhalten das Modellieren psychologischer Prozesse durch Zeitreihenanalyse, wie zum Beispiel in der Funktionelle Magnetresonanztomographie Datensammlung, und das Strukturgleichungsmodell, Soziale Netzwerkanalyse, menschliche Entscheidungswissenschaft und statistische Genetik.
Zwei häufige Bereiche psychometrischer Tests sind: Eignungstests, welche reine intellektuelle Fähigkeiten messen sollen, und Persönlichkeitstests, welche den Charakter, das Temperament und wie man mit Problemen umgeht abschätzen sollen.
Die Probabilistische Testtheorie basiert auf der Anwendung verwandter mathematischer Modelle zum Testen von Daten. Da sie allgemein als höherwertig gegenüber der klassischen Testtheorie angesehen wird, ist sie die bevorzugte Methode, um Maßstäbe in den Vereinigten Staaten zu entwickeln, insbesondere wenn optimale Entscheidungen verlangt werden wie bei den sogenannten „High Stakes Tests“, wie zum Beispiel der Graduate Record Examination (GRE) und dem Graduate Management Admission Test (GMAT).

## Professionelle Organisationen
Quantitative Psychologie wird von vielen wissenschaftlichen Organisationen angeboten. Diese beinhalten die Psychometric Society, Division 5 der American Psychological Association (Auswertung, Messung und Statistik), die Society of Multivariate Experimental Psychology, und die European Society for Methodology. Assoziierte Fächer beinhalten Statistik, Mathematik, Erziehungsmessung, Erziehungsstatistik, Soziologie, und Politikwissenschaft.
Viele wissenschaftliche Zeitschriften reflektieren den Einsatz von Wissenschaftlern in diesen Bereichen, insbesondere Psychometrika, Multivariate Verhaltensforschung, Strukturmodell und Psychologische Methoden.

## Bedeutende Personen
Nachfolgend findet sich eine Liste quantitativer Psychologen, welche zu diesem Bereich nennenswerte Beiträge geleistet haben:
- Gwyneth Boodoo
- Jacob Cohen
- Louis Guttman
- Frederic M. Lord
- Quinn McNemar
- Jacqueline Meulman
- Pip Pattison
- Robert L. Thorndike
- Louis Leon Thurstone
- Helen M. Walker
- Steve West

## Weiterführende Literatur
- Report of the Task Force for Increasing the Number of Quantitative Psychologists. In: American Psychological Association. Abgerufen am 13. Dezember 2014 (englisch).